# Zhaili-Brennofen
Der Zhaili-Brennofen (chinesisch 寨里窑, Pinyin Zhàilǐ yáo, englisch Zhaili kiln) war ein Keramikbrennofen auf dem Gebiet der Dörfer Zhaili und Dazhang der Großgemeinde Zhaili des Stadtbezirks Zichuan von Zibo in der ostchinesischen Provinz Shandong von der Zeit der Nördlichen Wei-Dynastie bis in die Zeit der Tang-Dynastie.
Nach Zhang Guangming, dem stellvertretenden Direktor des Büros für Kulturgegenstände von Zibo, habe die Existenz der Zhaili-Brennofenstätte – der einzigen in Nordchina entdeckten Seladon-Brennofen-Stätte – gezeigt, dass die Porzellanproduktion in dem Gebiet eine fast 2000-jährige Geschichte habe.
Die Stätte des Brennofens von Zhaili steht seit 2006 auf der Liste der Denkmäler der Volksrepublik China (6-125).